# Gran Premio de San Marino de Motociclismo de 2023
El Gran Premio de San Marino de Motociclismo de 2023 (oficialmente: Gran Premio Red Bull di San Marino e della Riviera di Rimini) fue la duodécima prueba del Campeonato del Mundo de Motociclismo de 2023. Tuvo lugar en el fin de semana del 8 al 10 de septiembre en el Misano World Circuit Marco Simoncelli, situado en la comuna de Misano Adriatico, región de Emilia-Romaña, Italia.
La carrera al sprint de MotoGP fue ganada por Jorge Martín, seguido de  Marco Bezzecchi y Francesco Bagnaia.
La carrera de MotoGP fue ganada por Jorge Martín, seguido de Marco Bezzecchi y Francesco Bagnaia. Pedro Acosta fue el ganador de la prueba de Moto2, por delante de Celestino Vietti y Alonso López. La carrera de Moto3 fue ganada por David Alonso, Jaume Masiá fue segundo y Deniz Öncü tercero.
Esta prueba fue la octava y última ronda doble de la Temporada 2023 del Campeonato del Mundo de MotoE. La primera carrera de MotoE fue ganada por Mattia Casadei, Héctor Garzó fue segundo y Nicholas Spinelli tercero. La segunda carrera fue ganada por Nicholas Spinelli, seguido de Héctor Garzó y Mattia Casadei.

## Resultados

### Resultados MotoGP

#### Carrera al sprint
| Pos.    | N.º | Piloto                | Equipo                       | Constructor | Vueltas | Tiempo    | Parrilla | Puntos |
| ------- | --- | --------------------- | ---------------------------- | ----------- | ------- | --------- | -------- | ------ |
| 1       | 89  | Jorge Martín          | Prima Pramac Racing          | Ducati      | 13      | 19:58.785 | 1        | 12     |
| 2       | 72  | Marco Bezzecchi       | Mooney VR46 Racing Team      | Ducati      | 13      | +1.445    | 2        | 9      |
| 3       | 1   | Francesco Bagnaia     | Ducati Lenovo Team           | Ducati      | 13      | +4.582    | 3        | 7      |
| 4       | 26  | Dani Pedrosa          | Red Bull KTM Factory Racing  | KTM         | 13      | +4.772    | 5        | 6      |
| 5       | 33  | Brad Binder           | Red Bull KTM Factory Racing  | KTM         | 13      | +4.931    | 7        | 5      |
| 6       | 12  | Maverick Viñales      | Aprilia Racing               | Aprilia     | 13      | +6.062    | 4        | 4      |
| 7       | 10  | Luca Marini           | Mooney VR46 Racing Team      | Ducati      | 13      | +6.519    | 8        | 3      |
| 8       | 41  | Aleix Espargaró       | Aprilia Racing               | Aprilia     | 13      | +7.893    | 6        | 2      |
| 9       | 73  | Álex Márquez          | Gresini Racing MotoGP        | Ducati      | 13      | +9.264    | 11       | 1      |
| 10      | 93  | Marc Márquez          | Repsol Honda Team            | Honda       | 13      | +11.318   | 9        |        |
| 11      | 25  | Raúl Fernández        | CryptoData RNF MotoGP Team   | Aprilia     | 13      | +13.365   | 12       |        |
| 12      | 88  | Miguel Oliveira       | CryptoData RNF MotoGP Team   | Aprilia     | 13      | +13.788   | 10       |        |
| 13      | 20  | Fabio Quartararo      | Monster Energy Yamaha MotoGP | Yamaha      | 13      | +14.243   | 13       |        |
| 14      | 5   | Johann Zarco          | Prima Pramac Racing          | Ducati      | 13      | +14.154   | 16       |        |
| 15      | 43  | Jack Miller           | Red Bull KTM Factory Racing  | KTM         | 13      | +17.421   | 18       |        |
| 16      | 44  | Pol Espargaró         | GasGas Factory Racing Tech3  | KTM         | 13      | +17.451   | 23       |        |
| 17      | 49  | Fabio Di Giannantonio | Gresini Racing MotoGP        | Ducati      | 13      | +18.133   | 21       |        |
| 18      | 21  | Franco Morbidelli     | Monster Energy Yamaha MotoGP | Yamaha      | 13      | +19.749   | 19       |        |
| 19      | 37  | Augusto Fernández     | GasGas Factory Racing Tech3  | KTM         | 13      | +20.403   | 17       |        |
| 20      | 51  | Michele Pirro         | Aruba.it Racing              | Ducati      | 13      | +21.454   | 14       |        |
| 21      | 30  | Takaaki Nakagami      | LCR Honda Idemitsu           | Honda       | 13      | +21.962   | 20       |        |
| 22      | 6   | Stefan Bradl          | HRC Team                     | Honda       | 13      | +23.672   | 15       |        |
| 23      | 36  | Joan Mir              | Repsol Honda Team            | Honda       | 13      | +36.100   | 22       |        |
| Fuente: |     |                       |                              |             |         |           |          |        |

#### Carrera larga
| Pos.    | N.º | Piloto                | Equipo                       | Constructor | Vueltas | Tiempo    | Parrilla | Puntos |
| ------- | --- | --------------------- | ---------------------------- | ----------- | ------- | --------- | -------- | ------ |
| 1       | 89  | Jorge Martín          | Prima Pramac Racing          | Ducati      | 27      | 41:33.421 | 1        | 25     |
| 2       | 72  | Marco Bezzecchi       | Mooney VR46 Racing Team      | Ducati      | 27      | +1.350    | 2        | 20     |
| 3       | 1   | Francesco Bagnaia     | Ducati Lenovo Team           | Ducati      | 27      | +3.812    | 3        | 16     |
| 4       | 26  | Dani Pedrosa          | Red Bull KTM Factory Racing  | KTM         | 27      | +4.481    | 5        | 13     |
| 5       | 12  | Maverick Viñales      | Aprilia Racing               | Aprilia     | 27      | +10.510   | 4        | 11     |
| 6       | 88  | Miguel Oliveira       | CryptoData RNF MotoGP Team   | Aprilia     | 27      | +12.274   | 10       | 10     |
| 7       | 93  | Marc Márquez          | Repsol Honda Team            | Honda       | 27      | +13.576   | 9        | 9      |
| 8       | 25  | Raúl Fernández        | CryptoData RNF MotoGP Team   | Aprilia     | 27      | +14.091   | 12       | 8      |
| 9       | 10  | Luca Marini           | Mooney VR46 Racing Team      | Ducati      | 27      | +14.982   | 8        | 7      |
| 10      | 5   | Johann Zarco          | Prima Pramac Racing          | Ducati      | 27      | +15.484   | 16       | 6      |
| 11      | 73  | Álex Márquez          | Gresini Racing MotoGP        | Ducati      | 27      | +15.702   | 11       | 5      |
| 12      | 41  | Aleix Espargaró       | Aprilia Racing               | Aprilia     | 27      | +15.878   | 6        | 4      |
| 13      | 20  | Fabio Quartararo      | Monster Energy Yamaha MotoGP | Yamaha      | 27      | +15.898   | 13       | 3      |
| 14      | 33  | Brad Binder           | Red Bull KTM Factory Racing  | KTM         | 27      | +23.778   | 7        | 2      |
| 15      | 21  | Franco Morbidelli     | Monster Energy Yamaha MotoGP | Yamaha      | 27      | +24.579   | 19       | 1      |
| 16      | 37  | Augusto Fernández     | GasGas Factory Racing Tech3  | KTM         | 27      | +31.230   | 17       |        |
| 17      | 49  | Fabio Di Giannantonio | Gresini Racing MotoGP        | Ducati      | 27      | +32.537   | 21       |        |
| 18      | 6   | Stefan Bradl          | HRC Team                     | Honda       | 27      | +35.330   | 15       |        |
| 19      | 30  | Takaaki Nakagami      | LCR Honda Idemitsu           | Honda       | 27      | +43.601   | 20       |        |
| Ret     | 44  | Pol Espargaró         | GasGas Factory Racing Tech3  | KTM         | 15      | Caída     | 23       |        |
| Ret     | 36  | Joan Mir              | Repsol Honda Team            | Honda       | 10      | Caída     | 22       |        |
| Ret     | 43  | Jack Miller           | Red Bull KTM Factory Racing  | KTM         | 9       | Colisión  | 18       |        |
| Ret     | 51  | Michele Pirro         | Aruba.it Racing              | Ducati      | 9       | Colisión  | 14       |        |
| 1. 2.   |     |                       |                              |             |         |           |          |        |
| Fuente: |     |                       |                              |             |         |           |          |        |

### Resultados Moto2
| Pos.                                                                     | N.º | Piloto                  | Constructor | Vueltas | Tiempo       | Parrilla | Puntos |
| ------------------------------------------------------------------------ | --- | ----------------------- | ----------- | ------- | ------------ | -------- | ------ |
| 1                                                                        | 37  | Pedro Acosta            | Kalex       | 22      | 35:30.145    | 2        | 25     |
| 2                                                                        | 13  | Celestino Vietti        | Kalex       | 22      | +6.305       | 1        | 20     |
| 3                                                                        | 21  | Alonso López            | Boscoscuro  | 22      | +9.989       | 6        | 16     |
| 4                                                                        | 14  | Tony Arbolino           | Kalex       | 22      | +11.344      | 9        | 13     |
| 5                                                                        | 79  | Ai Ogura                | Kalex       | 22      | +12.442      | 13       | 11     |
| 6                                                                        | 35  | Somkiat Chantra         | Kalex       | 22      | +13.160      | 11       | 10     |
| 7                                                                        | 18  | Manuel González         | Kalex       | 22      | +13.907      | 3        | 9      |
| 8                                                                        | 16  | Joe Roberts             | Kalex       | 22      | +20.350      | 7        | 8      |
| 9                                                                        | 12  | Filip Salač             | Kalex       | 22      | +20.523      | 10       | 7      |
| 10                                                                       | 34  | Mattia Pasini           | Kalex       | 22      | +21.759      | 5        | 6      |
| 11                                                                       | 11  | Sergio García           | Kalex       | 22      | +21.989      | 22       | 5      |
| 12                                                                       | 96  | Jake Dixon              | Kalex       | 22      | +22.900      | 14       | 4      |
| 13                                                                       | 64  | Bo Bendsneyder          | Kalex       | 22      | +23.747      | 15       | 3      |
| 14                                                                       | 24  | Marcos Ramírez          | Kalex       | 22      | +30.287      | 16       | 2      |
| 15                                                                       | 7   | Barry Baltus            | Kalex       | 22      | +32.547      | 17       | 1      |
| 16                                                                       | 52  | Jeremy Alcoba           | Kalex       | 22      | +38.673      | 18       |        |
| 17                                                                       | 67  | Alberto Surra           | Forward     | 22      | +46.029      | 23       |        |
| 18                                                                       | 72  | Borja Gómez             | Kalex       | 22      | +51.346      | 28       |        |
| 19                                                                       | 23  | Taiga Hada              | Kalex       | 22      | +52.716      | 30       |        |
| 20                                                                       | 4   | Sean Dylan Kelly        | Forward     | 22      | +55.208      | 29       |        |
| 21                                                                       | 5   | Kohta Nozane            | Kalex       | 22      | +55.330      | 27       |        |
| Ret                                                                      | 3   | Lukas Tulovic           | Kalex       | 21      | Colisión     | 24       |        |
| Ret                                                                      | 28  | Izan Guevara            | Kalex       | 21      | Colisión     | 19       |        |
| Ret                                                                      | 22  | Sam Lowes               | Kalex       | 15      | Caída        | 8        |        |
| Ret                                                                      | 54  | Fermín Aldeguer         | Boscoscuro  | 14      | Caída        | 21       |        |
| Ret                                                                      | 33  | Rory Skinner            | Kalex       | 9       | Retirado     | 25       |        |
| Ret                                                                      | 40  | Arón Canet              | Kalex       | 7       | Caída        | 4        |        |
| Ret                                                                      | 71  | Dennis Foggia           | Kalex       | 3       | Caída        | 26       |        |
| Ret                                                                      | 84  | Zonta van den Goorbergh | Kalex       | 3       | Caída        | 12       |        |
| Ret                                                                      | 8   | Senna Agius             | Kalex       | 2       | Caída        | 20       |        |
| DNS                                                                      | 75  | Albert Arenas           | Kalex       |         | No participó |          |        |
| 1. - Albert Arenas fue declarado no apto tras la práctica 2 y se retiró. |     |                         |             |         |              |          |        |
| Fuente:                                                                  |     |                         |             |         |              |          |        |

### Resultados Moto3
| Pos.    | N.º | Piloto             | Constructor | Vueltas | Tiempo    | Parrilla | Puntos |
| ------- | --- | ------------------ | ----------- | ------- | --------- | -------- | ------ |
| 1       | 80  | David Alonso       | Gas Gas     | 20      | 34:04.490 | 6        | 25     |
| 2       | 5   | Jaume Masià        | Honda       | 20      | +0.036    | 1        | 20     |
| 3       | 53  | Deniz Öncü         | KTM         | 20      | +0.237    | 5        | 16     |
| 4       | 44  | David Muñoz        | KTM         | 20      | +0.764    | 7        | 13     |
| 5       | 95  | Collin Veijer      | Husqvarna   | 20      | +4.800    | 10       | 11     |
| 6       | 27  | Kaito Toba         | Honda       | 20      | +7.782    | 3        | 10     |
| 7       | 71  | Ayumu Sasaki       | Husqvarna   | 20      | +7.862    | 2        | 9      |
| 8       | 48  | Iván Ortolá        | KTM         | 20      | +8.072    | 13       | 8      |
| 9       | 99  | José Antonio Rueda | KTM         | 20      | +8.167    | 12       | 7      |
| 10      | 55  | Romano Fenati      | Honda       | 20      | +8.353    | 18       | 6      |
| 11      | 72  | Taiyo Furusato     | Honda       | 20      | +8.402    | 14       | 5      |
| 12      | 10  | Diogo Moreira      | KTM         | 20      | +9.075    | 4        | 4      |
| 13      | 82  | Stefano Nepa       | KTM         | 20      | +9.107    | 9        | 3      |
| 14      | 6   | Ryusei Yamanaka    | Gas Gas     | 20      | +10.846   | 15       | 2      |
| 15      | 24  | Tatsuki Suzuki     | Honda       | 20      | +11.352   | 16       | 1      |
| 16      | 96  | Daniel Holgado     | KTM         | 20      | +11.441   | 8        |        |
| 17      | 43  | Xavier Artigas     | CFMoto      | 20      | +17.232   | 20       |        |
| 18      | 54  | Riccardo Rossi     | Honda       | 20      | +17.356   | 17       |        |
| 19      | 66  | Joel Kelso         | CFMoto      | 20      | +17.584   | 11       |        |
| 20      | 18  | Matteo Bertelle    | Honda       | 20      | +17.616   | 19       |        |
| 21      | 7   | Filippo Farioli    | KTM         | 20      | +20.479   | 22       |        |
| 22      | 70  | Joshua Whatley     | Honda       | 20      | +25.834   | 21       |        |
| 23      | 19  | Scott Ogden        | Honda       | 20      | +25.966   | 24       |        |
| 24      | 20  | Lorenzo Fellon     | KTM         | 20      | +27.097   | 25       |        |
| 25      | 63  | Syarifuddin Azman  | KTM         | 20      | +37.132   | 27       |        |
| 26      | 64  | Mario Aji          | Honda       | 20      | +37.589   | 26       |        |
| 27      | 22  | Ana Carrasco       | KTM         | 20      | +48.240   | 28       |        |
| Ret     | 38  | David Salvador     | KTM         | 1       | Caída     | 23       |        |
| 1.      |     |                    |             |         |           |          |        |
| Fuente: |     |                    |             |         |           |          |        |

### Resultados MotoE

#### Carrera 1
| Pos.                                                                              | N.º | Piloto             | Vueltas | Tiempo     | Parrilla | Puntos |
| --------------------------------------------------------------------------------- | --- | ------------------ | ------- | ---------- | -------- | ------ |
| 1                                                                                 | 40  | Mattia Casadei     | 8       | 13:35.506  | 1        | 25     |
| 2                                                                                 | 4   | Héctor Garzó       | 8       | +0.021     | 3        | 20     |
| 3                                                                                 | 29  | Nicholas Spinelli  | 8       | +0.241     | 2        | 16     |
| 4                                                                                 | 34  | Kevin Manfredi     | 8       | +0.816     | 6        | 13     |
| 5                                                                                 | 21  | Kevin Zannoni      | 8       | +0.898     | 7        | 11     |
| 6                                                                                 | 11  | Matteo Ferrari     | 8       | +1.085     | 10       | 10     |
| 7                                                                                 | 61  | Alessandro Zaccone | 8       | +5.562     | 8        | 9      |
| 8                                                                                 | 3   | Randy Krummenacher | 8       | +7.406     | 12       | 8      |
| 9                                                                                 | 78  | Hikari Okubo       | 8       | +9.301     | 15       | 7      |
| 10                                                                                | 81  | Jordi Torres       | 8       | +9.369     | 5        | 6      |
| 11                                                                                | 8   | Mika Pérez         | 8       | +10.392    | 14       | 5      |
| 12                                                                                | 72  | Alessio Finello    | 8       | +14.854    | 16       | 4      |
| 13                                                                                | 6   | María Herrera      | 8       | +16.580    | 17       | 3      |
| 14                                                                                | 51  | Eric Granado       | 8       | +41.130    | 11       | 2      |
| 15                                                                                | 77  | Miquel Pons        | 8       | +1:14.235  | 9        | 1      |
| 16                                                                                | 9   | Andrea Mantovani   | 7       | +1 vuelta  | 4        |        |
| NC                                                                                | 16  | Andrea Migno       | 5       | +3 vueltas | 18       |        |
| Ret                                                                               | 53  | Tito Rabat         | 0       | Caída      | 13       |        |
| 1. - Andrea Migno no se clasificó al completar un número insuficiente de vueltas. |     |                    |         |            |          |        |
| Fuente:                                                                           |     |                    |         |            |          |        |

#### Carrera 2
| Pos.    | N.º | Piloto             | Vueltas | Tiempo    | Parrilla | Puntos |
| ------- | --- | ------------------ | ------- | --------- | -------- | ------ |
| 1       | 29  | Nicholas Spinelli  | 8       | 13:34.056 | 2        | 25     |
| 2       | 4   | Héctor Garzó       | 8       | +0.196    | 3        | 20     |
| 3       | 40  | Mattia Casadei     | 8       | +0.429    | 1        | 16     |
| 4       | 81  | Jordi Torres       | 8       | +1.000    | 5        | 13     |
| 5       | 9   | Andrea Mantovani   | 8       | +0.726    | 4        | 11     |
| 6       | 21  | Kevin Zannoni      | 8       | +1.080    | 7        | 10     |
| 7       | 11  | Matteo Ferrari     | 8       | +1.493    | 10       | 9      |
| 8       | 53  | Tito Rabat         | 8       | +4.060    | 13       | 8      |
| 9       | 77  | Miquel Pons        | 8       | +5.891    | 9        | 7      |
| 10      | 61  | Alessandro Zaccone | 8       | +6.196    | 8        | 6      |
| 11      | 3   | Randy Krummenacher | 8       | +7.351    | 12       | 5      |
| 12      | 78  | Hikari Okubo       | 8       | +10.783   | 15       | 4      |
| 13      | 8   | Mika Pérez         | 8       | +14.695   | 14       | 3      |
| 14      | 16  | Andrea Migno       | 8       | +17.767   | 18       | 2      |
| 15      | 72  | Alessio Finello    | 8       | +18.060   | 16       | 1      |
| 16      | 6   | María Herrera      | 8       | +19.993   | 17       |        |
| 17      | 51  | Eric Granado       | 8       | +1:07.106 | 11       |        |
| 18      | 34  | Kevin Manfredi     | 8       | +1:25.840 | 6        |        |
| 1. 2.   |     |                    |         |           |          |        |
| Fuente: |     |                    |         |           |          |        |